# Tarásov (apellido)
Tarásov (masculino) y Tarásova (femenino) es un apellido ruso derivado del nombre propio Tarás. Varias personas conocidas con este apellido son:
- Adriana Tarasov, piragüista rumana.
- Aleksandr Tarásov (n. 1958), sociólogo y politólogo ruso.
- Aleksandr Tarásov-Rodiónov (1885-1938), escritor soviético.
- Anatoli Tarásov (1918-1995), entrenador de hockey sobre hielo soviético.
- Dmitri Tarásov (n. 1987), futbolista ruso.
- Maksim Tarásov (n. 1970), atleta ruso, especializado en la prueba de salto con pértiga.
- Serguéi Tarásov (n. 1965), biatlonista ruso.
- Sofiya Tarásova (n. 2001), cantante ucraniana.
- Tatiana Tarásova (n. 1947), entrenadora de patinaje artístico rusa.
- Vladímir Tarásov (n. 1939), animador ruso.
- Yevguéniya Tarásova (n. 1994), patinadora artística sobre hielo rusa.